# Música libre

El símbolo de copyright tachado con una corchea en el lado derecho es el símbolo de música gratuita, lo que significa que no existen restricciones de copyright sobre la música. Puede usarse en abstracto o aplicarse a una grabación de sonido o composición musical.

La música libre es aquella música que está en dominio público o protegida por una licencia libre, al estilo de la Licencia Pública General, o la licencia BSD que ampara a una parte del software libre. De esta forma, se consigue la máxima distribución y promoción de la música y hace posible que llegue sin obstáculos al público.
La Filosofía de la Música Libre generalmente alienta a los creadores a liberar música usando cualquier lenguaje o métodos que deseen. Una licencia pública de música gratuita (FMPL) está disponible para aquellos que prefieren un enfoque formal. Parte de la música gratuita se concede bajo licencias destinadas a software (como la GPL) u otras escrituras (la GFDL). Pero también hay licencias especialmente para música y otras obras de arte, como la Open Audio License (licencia de audio abierta) de EFF, la Open Music License (licencia de música abierta) de LinuxTag, la Licencia Arte Libre y algunas de las licencias de Creative Commons.

## Historia
Antes de la aparición de la ley de derechos de autor a principios del siglo XVIII y su posterior aplicación a las composiciones musicales, toda la música era «libre» según las definiciones utilizadas en el software libre o en la música libre, ya que no existían restricciones de derechos de autor. Sin embargo, en la práctica, la reproducción de música estaba generalmente restringida a presentaciones en vivo y la legalidad de tocar música de otras personas no estaba clara en la mayoría de las jurisdicciones. En las primeras leyes de derechos de autor, como señala Attali, los compositores "no tenían ningún derecho sobre la venta o la representación de sus obras, salvo para las óperas, reservado en principio al director de la Academia real." Las leyes de derechos de autor cambiaron esto gradualmente tanto que a fines del siglo XX, copiar unas pocas palabras de una composición musical o unos segundos de una grabación de sonido, las dos formas de derechos de autor de música, podrían considerarse una infracción penal.
En respuesta, el concepto de música libre fue codificado en la Filosofía de la Música Libre por Ram Samudrala a principios de 1994. Se basó en la idea del Software Libre de Richard Stallman y coincidió con los movimientos nacientes de arte abierto e información abierta. Hasta este punto, pocos músicos modernos distribuyeron sus grabaciones y composiciones de manera irrestricta, y no había una justificación concreta de por qué lo hicieron, o deberían hacerlo.
La Filosofía de la Música Libre utilizó un enfoque de tres frentes para alentar voluntariamente la difusión de la copia sin restricciones, basándose en el hecho de que se podían hacer y distribuir copias de grabaciones y composiciones con total precisión y facilidad a través de Internet. Primero, dado que la música por su propia naturaleza es orgánica en su crecimiento, se cuestionó la base ética de limitar su distribución utilizando las leyes de derechos de autor. Es decir, se fomentó una responsabilidad existencial en los creadores de música que se basaban en las creaciones de innumerables personas de manera irrestricta para crear las suyas propias. En segundo lugar, se observó que la industria de la música había pervertido la base de la ley de derecho de autor, "para promover el progreso de la ciencia y las artes útiles", para maximizar el beneficio sobre la creatividad, lo que genera una enorme carga para la sociedad (el control de la copia) simplemente para asegurar sus beneficios. En tercer lugar, a medida que la copia se volvió desenfrenada, se argumentó que los músicos no tendrían más remedio que pasar a un modelo económico diferente que explotara la difusión de la información para ganarse la vida, en lugar de intentar controlarla con monopolios limitados impuestos por el gobierno.

## Confusión en el uso del término
El equivalente a música libre en inglés es free music, un término fuertemente vinculado a free software.
La música libre es música que al igual que el software libre puede ser copiada, distribuida y modificada libremente para cualquier propósito. Puede tratarse tanto de música de dominio público como música bajo alguna licencia libre, frecuentemente empleadas con fines promocionales. Esto no significa que no pueda haber beneficios o lucro. La palabra free se refiere a freedom (como en free software) no al precio.
Sin embargo, algunos autores defienden que el mero hecho de estar bajo una licencia Creative Commons hace que la obra se pueda considerar música libre y popularmente también se ha extendido esta idea a pesar de que algunas variedades de licencia Creative Commons (en realidad todas excepto CC-by y CC-by-sa) imponen serias restricciones tales como prohibición de obra derivada o prohibición de uso comercial, por lo que se consideran licencias de libre distribución, semi-libres o con algunos derechos reservados.

## Proyectos que trabajan con música libre
Algunos portales que están triunfando en la distribución de música libre mediante licencias Creative Commons y otros acuerdos legales son:
- La música gratis (música bajo licencias libres)
- Dogmazic (música bajo licencias libres y no libres)
- Jamendo (música bajo licencias libres y no libres)
- Free Music Projects (música bajo licencias libres y no libres)
- Magnatune (música bajo licencia semi-libre: CC-by-sa)

Dicho catálogo dada la evolución de los distintos movimientos a favor de la cultura libre es objeto de constante evolución y puede ser revisado mediante herramientas de categorización de ontologías como DBpedia.